# Jakub Vrbas
Jakub Vrbas (14. srpna 1858 Klobouky u Brna – 26. července 1952 Ždánice) byl moravský učitel, regionální historik Ždánicka a zakladatel muzea ve Ždánicích.

## Život
Vyrůstal v Kloboukách u Brna, po studiích na Učitelském ústavu v Brně (1877) nastoupil jako učitel do Podivína a od roku 1880 do Ždánic. Ve Ždánicích byl i varhaníkem a byl, jak se od učitele očekávalo, činný v řadě spolků, zejména ve spolku muzejním, kde byl předsedou. Byl významným regionálním národopiscem – sbíral lidové písně, poezii, tradice, ale i památky a vykopávky. Svou rozsáhlou osobní sbírku později věnoval ždánickému muzeu, které dnes nese jeho jméno.

## Dílo
- Dějiny městečka Ždánic (1898)
- Ždánsko (1930)
- Pohledy do minulosti Klobouk
- Z dějin Žarošic (1940)
- Klobouky roku 1848
- Toufaři na Ždánsku a Ždánská keramika